# Wasserbombe (Spielzeug)

Platzende Wasserbombe

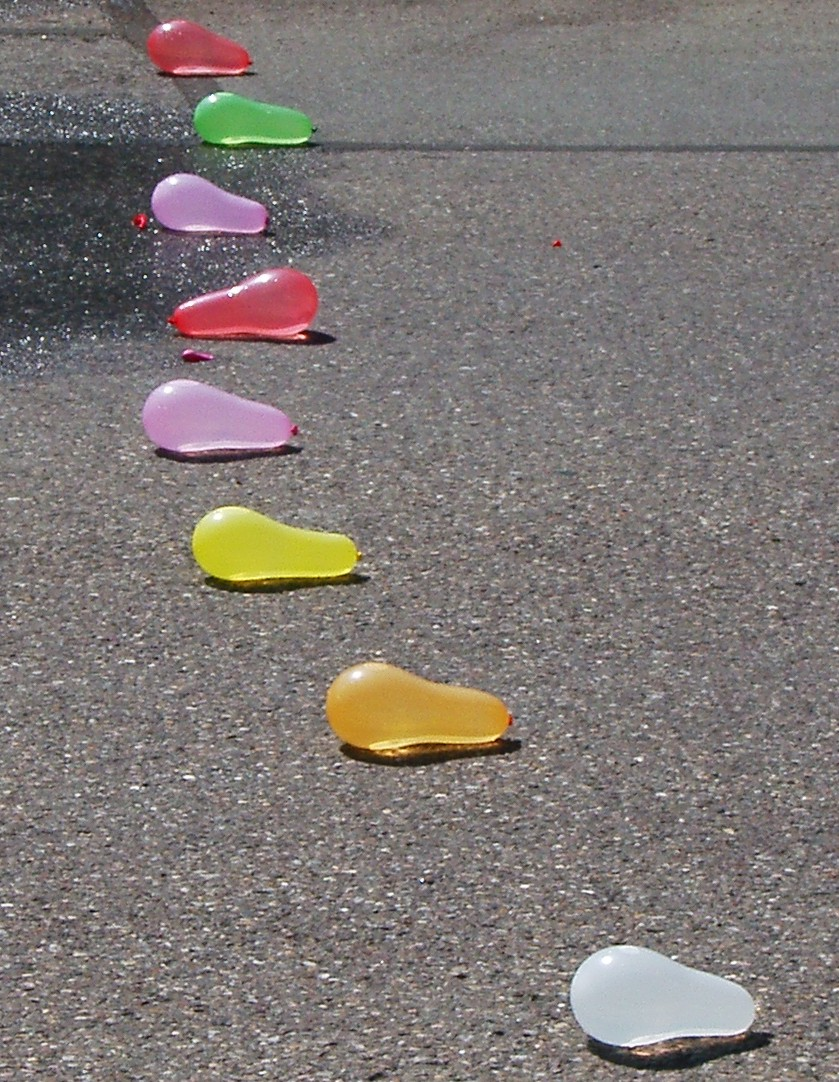
Gefüllte Wasserbomben

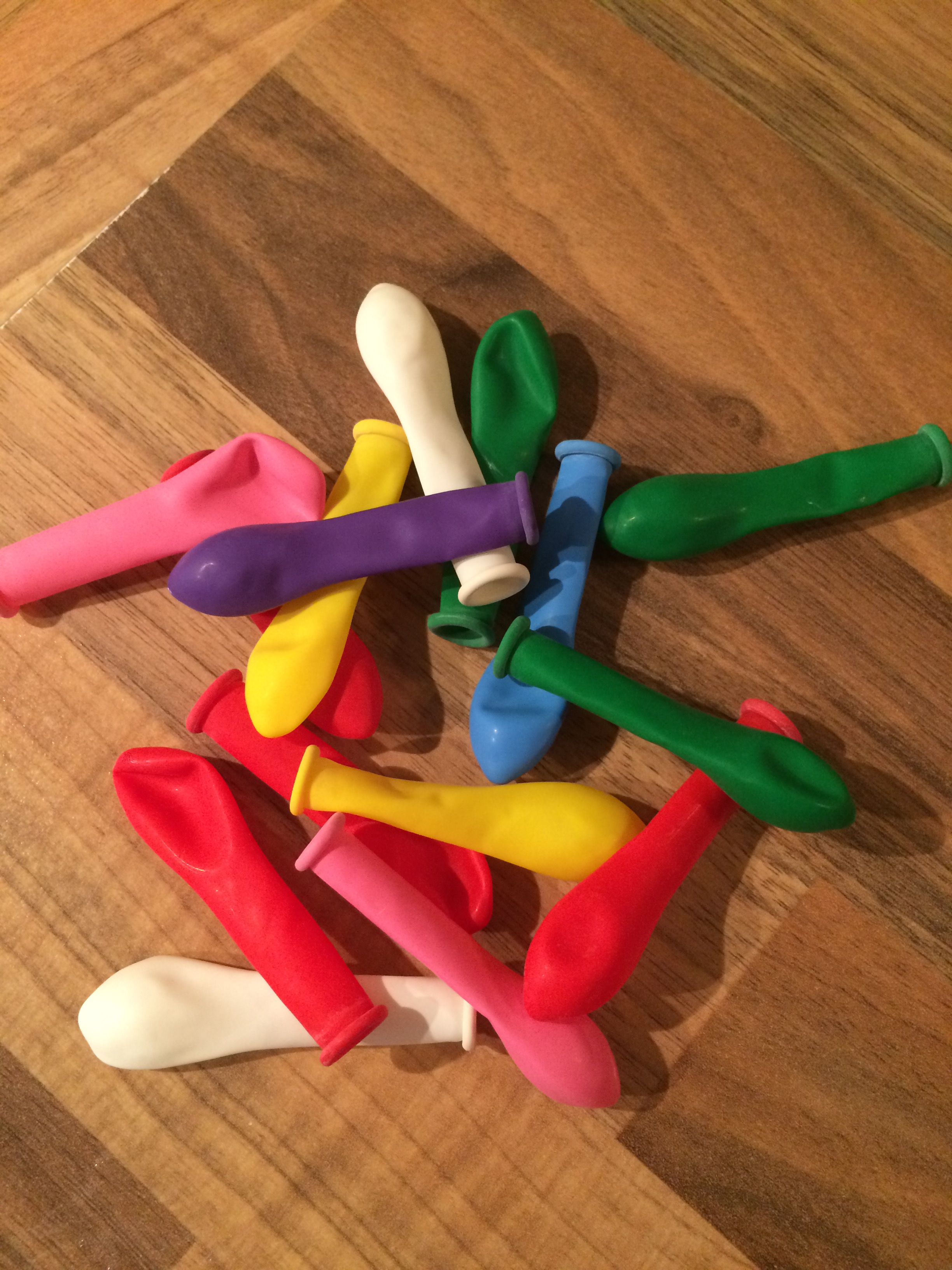
Ungefüllte Wasserbomben

Eine Wasserbombe (auch Wasserballon) ist eine mit Wasser gefüllte Hülle aus Papier oder Gummi, z. B. ein Luftballon, der als Kinderspielzeug und Scherzartikel genutzt wird. Sie platzt beim Aufprall, ist aber, abgesehen von der Durchnässung der getroffenen Person, harmlos, falls der Druck des Wassers sich gleichmäßig verteilt und nicht zum Beispiel auch elektrische Geräte getroffen werden.